# Anisado
Los anisados son bebidas a partir de distintos tipos de maceraciones del anís con otros compuestos.
Suelen producirse en España (principal productor), sur de Francia (pastis de Marsella) y países andinos, como Colombia y  Perú.

## Variedades
Los más famosos anisados son:
- Anís dulce: de unos 20º, se le añade azúcar, solo se macera anís. Es transparente.
- Anís seco: de unos 40°, solo lleva anís y matalahuga. Transparente.
- Anís seco Cazalla: de unos 40: a 45°, lleva además de anís matalahuga. Transparente.
- Absenta (pastis si está elaborado en Provenza): lleva hierbas provenzales (albahaca, orégano, romero, tomillo, ajedrea y mejorana), anís y regaliz, de tono anaranjado o verdoso.